# Huamani de Sora
Sora fue un huamani (provincia) del Imperio Incaico, uno de los 28 que conforman el Contisuyo. Su territorio actualmente es parte del Perú.

## Historia
El concepto de un huamani o provincia en el Tahuantinsuyo es muy diverso, estando presente en los ámbitos económico, militar, político y religioso del suyo.

## Organización
Sora estaba distribuida entre las poblaciones de una nación o naciones, término que la monarquía inca utilizaba para describir a los pueblos anexados, que fundían de tributarios de «impuesto sobre el trabajo», liderados por un curaca y bajo la protección de un apu, Sora también recibía a colonos traídos de otros huamanis.